# Karlbergsbron
Karlbergsbron (en français : pont de Karlberg) est un pont autoroutier situé à Stockholm et Solna en Suède.

## Situation
Le pont de Karlberg fait partie de l'Essingeleden.
Le pont traverse le canal de Karlberg, entre Stockholm au sud et Solna au nord.
Le pont est le pont le plus au nord de l'Essingeleden et tourne vers le nord à l'échangeur de Pampa. Karlbergsbron fait partie de l'échangeur de Pampa.
Les deux ont été inaugurés simultanément dans les années 1970.

## Histoire
L'actuel Karlbergsbron est situé à environ 100 mètres à l'ouest d'Ekelundsbron.
Le Karlbergsbron se compose de deux hauts ponts parallèles, qui se divisent en quatre viaducs distincts au nord du canal de Karlberg.
La partie ouest mesure 510 mètres de long et comporte 17 travées, la partie est mesure 560 mètres de long et comporte 19 travées.
La structure porteuse est conçue comme un pont à poutres précontraintes continues, dont la section transversale ressemble à une boîte, c'est-à-dire que le pont est creux.
La hauteur libre au-dessus du canal est de 16,8 mètres.
Cependant, la grande hauteur libre n'a pas été conçue pour le passage de grands navires dans le canal de Karlberg, mais est liée à la situation élevée de l'Essingeleden.
Le passage des navires est déterminé par le pont d'Ekelund, dont la hauteur libre est de 5,1 mètres.
Au lieu de donner au pont un nom complètement nouveau, le nom pont de Karlberg a été repris du pont bas qui traverse le canal de Karlberg et le pont bas a été renommé pont d'Ekelund.
Le changement de nom a été précédé de discussions au cours desquelles le comité de nommage de Stockholm estimait que le pont bas d'origine Karlbergsbron devrait être autorisé à conserver son nom et à donner à la place au pont haut le nom de Hornsbergsbron.
Le Conseil municipal de l'urbanisme et du Grand Stockholm, Nils Hallerby, en collaboration avec la municipalité de Solna, a pris la décision finale en avril 1967 que le changement de nom aurait finalement lieu.

## Galerie

Vues du pont
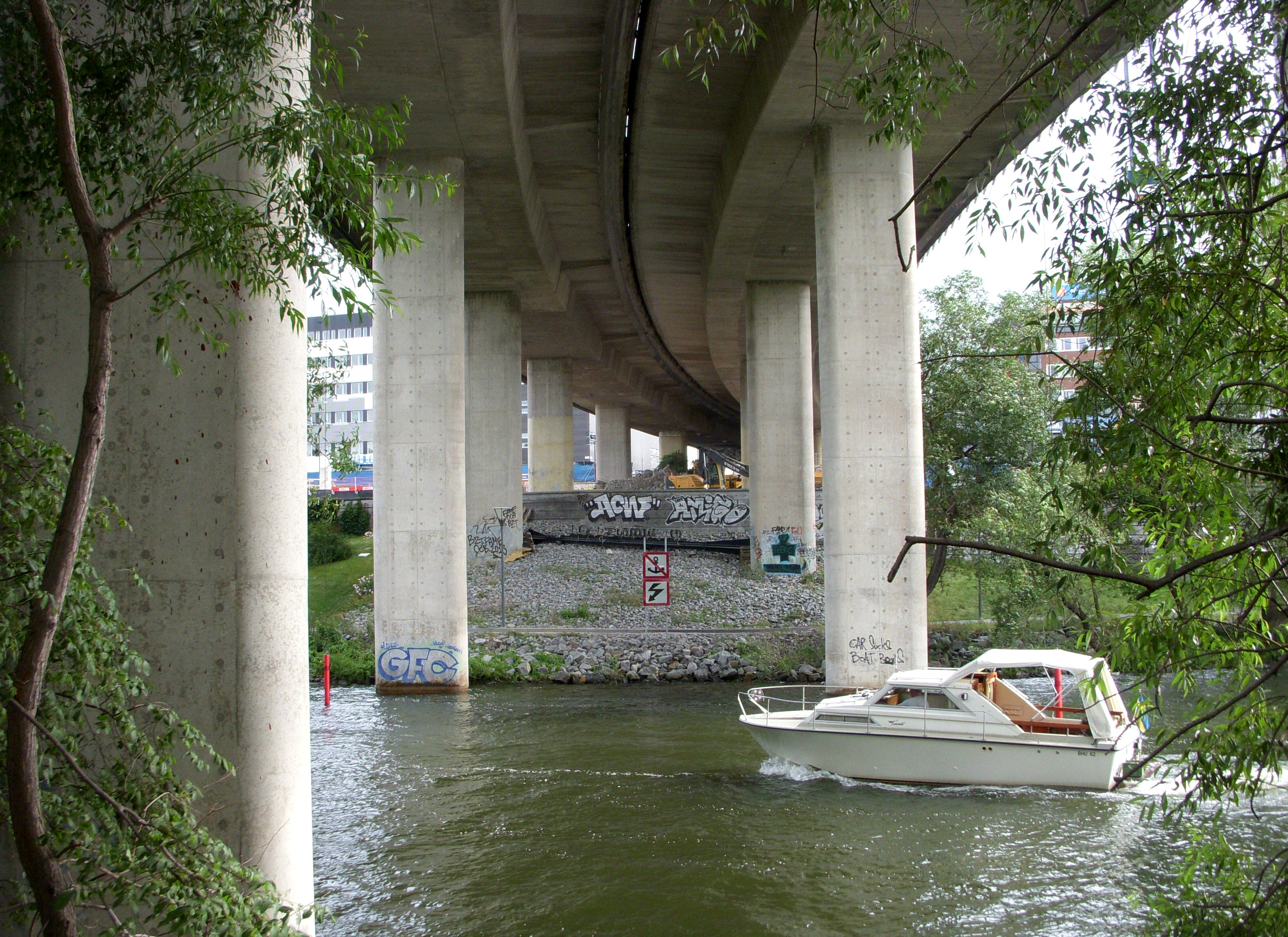
Au canal de Karlberg.
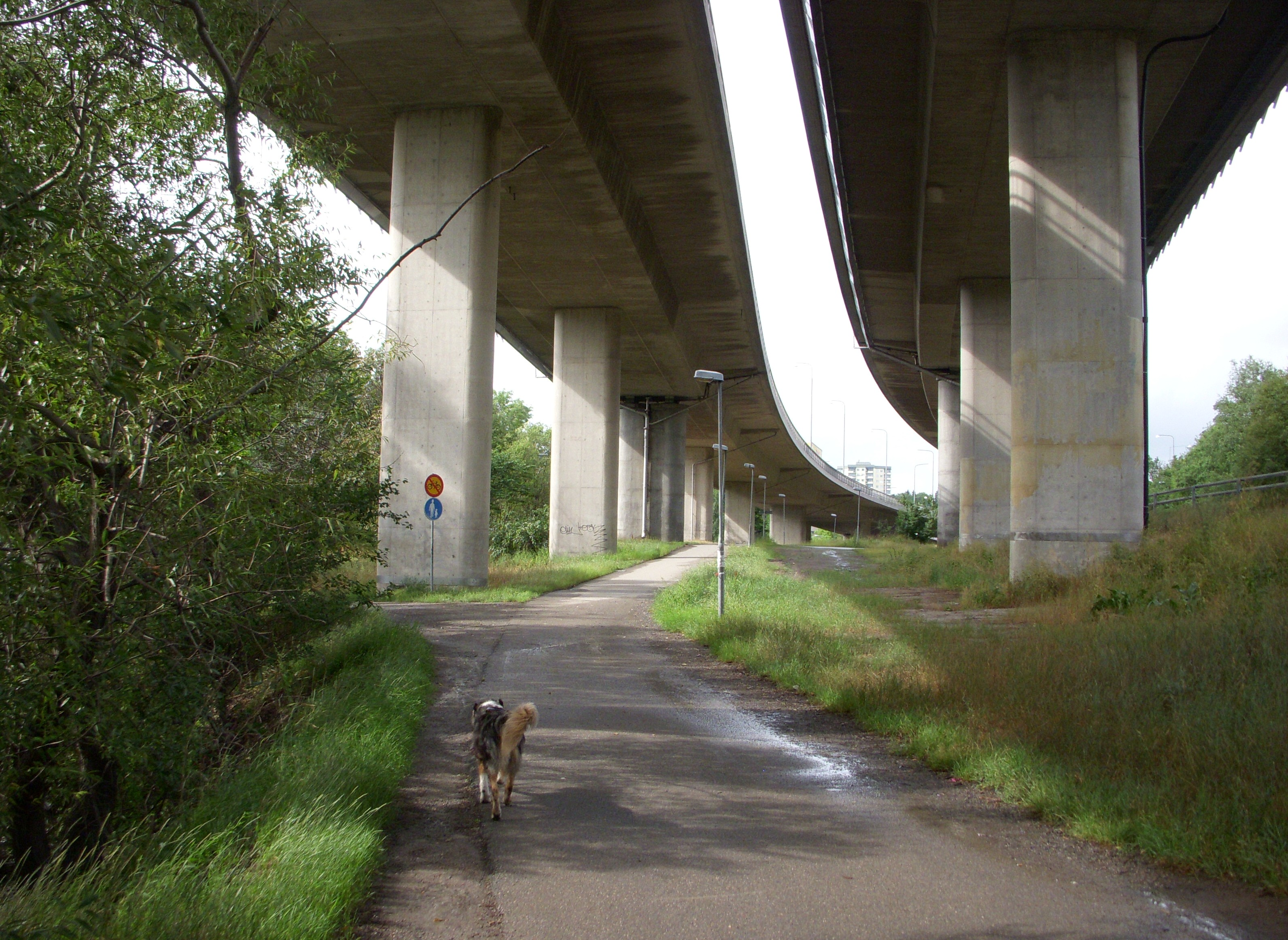
Vue vers le nord.
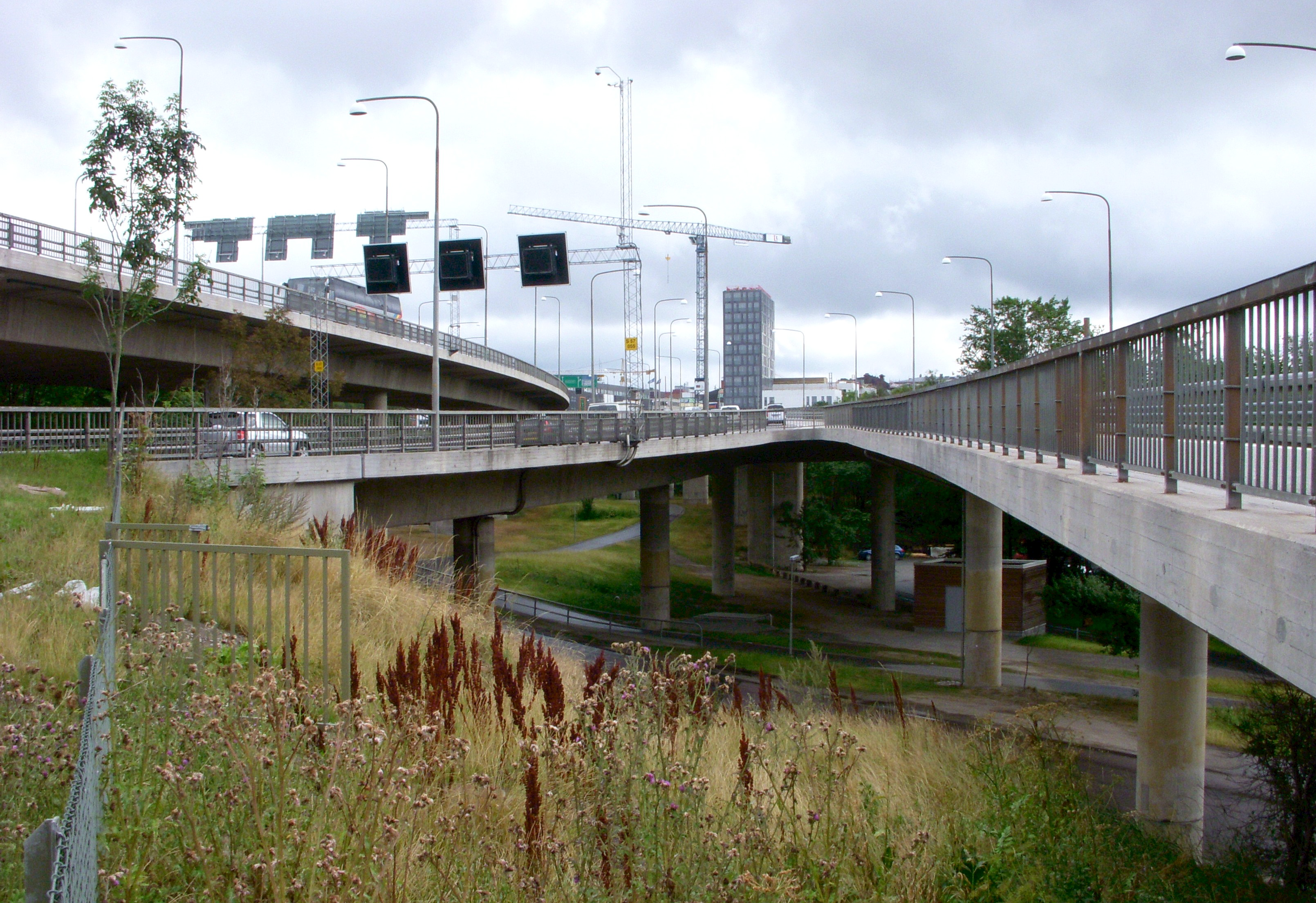
L'Essingeleden vers le sud.